# Sudowol
Sudowol (Schreibvariante Suduwol) ist eine Ortschaft im westafrikanischen Staat Gambia.
Nach einer Berechnung für das Jahr 2013 leben dort etwa 1587 Einwohner, das Ergebnis der letzten veröffentlichten Volkszählung von 1993 betrug 1281.

## Geographie
Sudowol, in der Upper River Region, Distrikt Kantora, liegt am südlichen Ufer des Gambia-Flusses an der South Bank Road zwischen Basse Santa Su und Fatoto. Ungefähr 1,2 Kilometer nordöstlich von Sare Alpha entfernt, liegt die Sare Alpha Bridge zwischen den beiden Orten und rund 9,8 Kilometer westlich von Fatoto.